# Lijst van afleveringen van Checkpoint (seizoen 12)
Dit is een lijst van afleveringen van Checkpoint van seizoen 12. In de schema's staan de gestelde vraagstukken aangegeven, de getrokken conclusie en notities van de test.

## Inleiding
Op 27 augustus 2016 gaat Checkpoint van start met zijn twaalfde seizoen, op wederom een nieuwe locatie en wederom met een aantal nieuwe gezichten.
Dit seizoen heeft Pascal, die vanaf het vijfde seizoen deel uitmaakte van het testteam, het programma verlaten. In zijn plaats zijn twee nieuwe jongens gekomen: Stefan en Chaheed. Hierdoor zitten er nu elf testteamleden in het testteam: zes jongens en vijf meiden.
Er zitten ook weer een aantal rubrieken in dit seizoen. De Bom keert in dit seizoen terug, evenals de klassieker Onbreekbaar? uit seizoen 3, al zij het onder een nieuwe naam: Hufterproof. Verder zijn er drie nieuwe rubrieken: Alternatief Skateboard, Auto in het Ravijn en Groter is Beter.

## Samenstelling testteam
- Chaheed Chekhchar
- Carlijn Droppert
- Stefan Hilterman
- Remy Hogenboom
- Dzifa Kusenuh
- Pien Maat
- Sem Peelen
- Saritha Rosaly
- Shaniqua Devine
- Tim Schouten
- Dave Wai

## Afleveringen

### Aflevering 1
Uitzenddatum: 27 augustus 2016

#### Groter is Beter → Sterretjes
| Product    | Notities |
| ---------- | --- |
| Sterretjes | In het eerste item van dit twaalfde seizoen werden er tienduizend sterretjes bij elkaar gebundeld in een grote pan gezet. Ze werden aangestoken en resulteerde in een kolossale steekvlam. Bovendien bleef het geheel na afloop nog zodanig nabranden dat een brandblusser dit vuur niet kon doven. |

#### Vliegmachine
In deze test werden verschillende methoden uitgetest om te kunnen vliegen.
| Methode       | Notities |
| ------------- | --- |
| Flyboard      | Als eerste werd er met behulp van een serie rioolpijpen en een skateboard een flyboard gerealiseerd. Deze werd aan een waterscooter gehangen en de bedoeling was dat degene die op dit flyboard stond ermee zou kunnen vliegen. Dit lukte echter niet. |
| Brandblussers | In een houten plaat werden vier gaten geboord waar de slang van een brandblusser doorheen gehaald werd. Er werd een zandzak van 25 kilo op de plaat gelegd en gepoogd werd om deze zak te laten vliegen. Hij bleef echter niet gebalanceerd liggen en viel er simpelweg af. Het lukte daarentegen wel om testteamlid Remy de lucht in te krijgen. Hiervoor werden er slangen van 24 brandblussers door de plaat heen gehaald en er werden extra testteamleden ingeschakeld die al deze brandblussers op precies hetzelfde moment zouden indrukken. |

#### Jongens vs Meiden → Sabotage
Bij deze editie van Jongens vs Meiden werd uitgezocht wie er het beste konden saboteren, de jongens of de meiden.
| Uitdaging                     | Winnaar  | Notities |
| ----------------------------- | -------- | --- |
| Trein opblazen                | Meiden   | In de eerste deeltest stond er een speelgoedtrein centraal. Deze reed rondjes op een spoorbaan, waar zich een brug in bevond. De bedoeling was dat deze brug opgeblazen zou worden op het moment dat de trein eroverheen zou rijden. Dit werd gedaan door perfect getimed een blokje natrium in het water eronder te laten vallen waardoor er na een aantal seconden een ontploffing zou zijn. Geen van beiden slaagden ze erin om de trein daadwerkelijk op te blazen. Bij de jongens was de trein nog 1m13 van de brug af voordat hij ontplofte. De meiden hadden slechts 1m00 afstand en wonnen daarmee de eerste deeltest. |
| Postduif neerhalen            | Jongens. | In de tweede deeltest werd een drone gebruikt die een postduif moest voorstellen. De bedoeling was om deze naar beneden te halen met behulp van een spudgun. De jongens slaagden hierin, de meiden niet. |
| Auto van bankrovers saboteren | Meiden.  | Als laatste moesten de jongens en de meiden een vluchtauto saboteren van een serie bankrovers die een kluis aan het beroven waren. Het ging erom hoe lang de rovers erover zouden doen om met de auto weg te rijden. Bij de jongens was dit 53 seconden, de meiden klopten hen met 1'03” minuut. |
| Uiteindelijke winnaar.        | Meiden   | Eindstand: 2-1. Getrokken conclusie: de meiden zijn de beste saboteurs. |

#### Auto in een Ravijn → Autobanden
| Object     | Hoogte dak | Notities |
| ---------- | ---------- | --- |
| Autobanden | 42 cm      | Een auto werd ondersteboven op een aantal autobanden gedropt. Het dak was na afloop nog 42 centimeter hoog. |

### Aflevering 2
Uitzenddatum: 3 september 2016

#### Fietsendiefstal
In dit item werden methoden getoond om een fiets niet te laten stelen. Testteamlid Stefan trad hier op als fietsendief.
| Methode                    | Notities |
| -------------------------- | --- |
| Om een lantaarnpaal hangen | In het frame van een testfiets werd een verborgen inkeping gemaakt waardoor de fiets met dit frame om een lantaarnpaal gezet zou kunnen worden, zodanig dat een potentiële fietsendief zou denken dat de fiets om de paal heen was gegooid en hij hem praktisch niet te pakken zou krijgen. Fietsendief Stefan kreeg de opdracht om binnen 30 seconden een fiets te pakken en de methode bleek te werken; hij stal uit gemakzucht namelijk gewoon een andere fiets.                                  |
| In een boom hangen         | Als tweede werd er een testfiets met behulp van een lier in een boom gehesen. Ook nu kreeg Stefan 30 seconden tijd om een fiets te jatten. Hij zag de fiets in de boom hangen, maar pakte wederom gemakzuchtig een andere. |
| Zadel onder stroom         | Na twee deeltests waarin getoond werd hoe een fiets niet gejat zou kunnen worden, werd er nog een derde deeltest uitgevoerd wat betreft als de fiets tóch gejat zou worden, dat de dief er dan niet ver op zou komen. Daartoe werd er een spanningsband aan de fiets gezet, die ingeschakeld zou worden wanneer een potentiële dief op het zadel zou plaatsnemen. Stefan kreeg 30 seconden de tijd om deze fiets te pakken en mee weg te rijden, maar door de harde stroomstoten lukte dit hem niet. |

#### Hufterproof → Zonnebril
| Geteste producten     | Notities |
| --------------------- | --- |
| Onbreekbare zonnebril | Een onbreekbare zonnebril werd aan een test onderworpen om na te gaan of het ding echt zo robuust was als de fabrikant zou beweren. Met de handen ging de bril inderdaad niet kapot. Ook toen de bril werd blootgesteld aan een trilplaat, bleef hij heel. Zelfs toen er een tank overheen reed, hield hij zich nog behoorlijk goed, al braken de pootjes wel af. |

#### Jongens vs Meiden → Pyrotechnicus
Bij deze editie van Jongens vs Meiden werd uitgezocht wie de pyrotechnici waren, de jongens of de meiden.
| Uitdaging              | Winnaar | Notities |
| ---------------------- | ------- | --- |
| Rookbom maken          | Meiden  | Bij het eerste onderdeel was het de bedoeling om een rookbom te maken. Dit ging de meiden het beste af. Hun exemplaar produceerde daadwerkelijk rook, terwijl die van de jongens slechts brandde.                                                                        |
| Lightpainting          | Meiden  | Bij de tweede deeltest was het de bedoeling dat de jongens en de meiden met behulp van een sterretje en lightpainting een foto zouden krijgen van een Checkpoint-logo. De beide meiden slaagden erin om een logo in de lucht te tekenen, bij de jongens mislukte er een. |
| Vuurwerkshow           | Meiden  | Bij de finale deeltest moesten de jongens en de meiden op muziek een zo goed mogelijke vuurwerkshow verzorgen. De show van de meiden werd beter bevonden. |
| Uiteindelijke winnaar. | Meiden. | Eindstand: 3-0. Getrokken conclusie: de meiden zijn de beste pyrotechnici. |

#### De Bom → Konijnenhok
| Object      | Notities |
| ----------- | --- |
| Konijnenhok | Er werd een bom in een konijnenhok gestopt om te kijken of deze de vuurexplosie kon absorberen. Er stonden vijf testpoppen omheen opgesteld die hier een indicatie moesten geven, aan de hand van eventuele beschadigingen die de explosie zou veroorzaken. Het bleek best goed te werken. |

### Aflevering 3
Uitzenddatum: 10 september 2016

#### Alternatief Skateboard → Strijkplank
| Object      | Notities |
| ----------- | --- |
| Strijkplank | Er werden wieltjes onder een strijkplank gezet om uit te testen of het mogelijk is hierop te skaten. Dit lukte. |

#### Bal in de Boom
In dit item wordt uitgetest wat de beste manier is om een bal uit de boom te halen.
| Methode                  | Notities |
| ------------------------ | --- |
| Drone                    | Als eerste werd getracht om de bal met behulp van een kleine drone naar beneden te halen. Dit lukte echter niet; de drone kwam zelf in de boom terecht. |
| Waterraketten            | De tweede poging was met waterraketten. Er werd een serie flessen gevuld met water waar vervolgens, met behulp van fietspompen en ventielen, druk op werd gezet. Deze waterraketten werden afgevuurd in de hoop dat ze de bal zouden raken en uit de boom zouden krijgen. De bal kwam er niet uit. Wel kwam de drone uit de boom. |
| Touw in de boom schieten | Nadat gewoon schieten met een spudgun niet voldoende bleek om de bal uit de boom te krijgen, werd deze gebruikt om een touw om een tak heen te schieten. Vervolgens werd de tak via dit touw heen en weer geschud om de bal uit de boom te krijgen. De bal kwam er inderdaad uit.                                                 |

#### Jongens vs Meiden → Search and Rescue
Bij deze jongens/meidentest werd gekeken wie het beste mensen kon redden.
| Uitdaging                                 | Winnaar  | Notities |
| ----------------------------------------- | -------- | --- |
| Door een buis heen kruipen                | Jongens  | Bij de eerste deeltest kregen de jongens en de meiden de opdracht om zo snel mogelijk door een rioolbuis heen te kruipen om in een huis uit te komen. Winnaar zou degene zijn die als eerste uit de deur van dit huis naar buiten zou komen. Dit waren de jongens (1'11" minuut tegen 1'37" minuut). |
| Met een robot naar een slachtoffer zoeken | Jongens  | Daarna moesten de testteamleden met een radiografisch bestuurbare robot via een riool een huis binnen om een slachtoffer te zoeken. Bij de meiden duurde het 5'24" minuten voordat ze het slachtoffer hadden gevonden, de jongens vonden hem reeds na 3'10" minuten.                                 |
| Slachtoffer redden uit een buizenstelsel  | Jongens  | Als laatste moesten de testteamleden door een buizenstelsel vol obstakels heen om een slachtoffer te vinden en in een ambulance te leggen. De jongens hadden 1'17" minuut nodig om het slachtoffer te vinden, de meiden hadden drie minuten langer nodig.                                            |
| Uiteindelijke winnaar.                    | Jongens. | Eindstand: 3-0. Getrokken conclusie: als je ooit een reddingswerker nodig hebt, bel dan een jongen. |

#### Auto in een Ravijn → Kartonnen Dozen
| Object          | Hoogte dak | Notities |
| --------------- | ---------- | --- |
| Kartonnen dozen | 50 cm      | In het laatste item van deze aflevering werd er een auto ondersteboven op een serie kartonnen dozen gedropt. Het dak was na de klap nog 50 centimeter hoog. |

### Aflevering 4
Uitzenddatum: 17 september 2016

#### Groter is Beter → Papieren vliegtuig
| Product            | Notities |
| ------------------ | --- |
| Papieren vliegtuig | Bij dit item uitgezocht of grote papieren vliegtuigen verder vliegen dan kleinere. Eén maat groter kwam het vliegtuig inderdaad verder, maar een extra groot papieren vliegtuig stortte al heel snel neer. |

#### Fireproof
In dit item werden methoden getoond om een kamer te beschermen tegen brand. Het uitgangspunt bij de eerste twee deeltests was het feit dat een (houten) deur bij brand een zwakke plek is. Daarom werden methoden getest om deze tegen het vuur te beschermen.
| Methode               | Notities |
| --------------------- | --- |
| Gordijn voor de deur  | Een gordijn werd natgespoten en voor een deur gehangen. Vervolgens werd er een vuur tegenaan gezet. Het gordijn hield het vuur 10 minuten tegen.                                                                                                |
| Deur met water vullen | Als tweede werd de deur, die hol vanbinnen was, met water gevuld en hier werd vervolgens een vuur tegenaan gezet. De deur hield het vuur drie kwartier tegen.                                                                                   |
| Ballon vol water      | Tot slot werd gekeken of het mogelijk is om een brand te overleven door in een ballon vol water te gaan. Hier werd een testpop in gestopt en vervolgens werd de testkamer, in brand gestoken. Het duurde een kwartier voordat de ballon knapte. |

#### Jongens vs Meiden → Game of Drones
Bij deze jongens/meidentest werd gekeken wie er het beste een drone konden besturen.
| Uitdaging                             | Winnaar    | Notities |
| ------------------------------------- | ---------- | --- |
| Een drone door een raam heen sturen   | Gelijkspel | Bij de eerste deeltest kregen Dave en Pien de opdracht om binnen twee minuten een drone door een raam heen te sturen. Beiden slaagden er één keer in.                                                                                                  |
| Een drone op een rijdende auto landen | Jongens    | Vervolgens moesten Dave en Pien de drone op het dak van een auto landen. Hier was een markering op aangebracht waar de drone zo dicht mogelijk bij in de buurt moest komen. Bij Pien was de afstand 1m80, bij Dave 71 centimeter.                      |
| FPV een drone vliegen                 | Jongens    | Als laatste moesten de testteamleden een drone drie keer FPV over een parcours sturen. De winnaar zou degene zijn die de snelste tijd zet op zijn/haar snelste van de drie rondes. Bij Pien was de snelste tijd 42 seconden, Dave won met 32 seconden. |
| Uiteindelijke winnaar.                | Jongens.   | Eindstand: 3-1. Getrokken conclusie: als je ooit iemand nodig hebt om een drone te besturen, is een jongen de betere optie. |

#### Auto in een Ravijn → Motorkappen
| Object                          | Hoogte dak | Notities |
| ------------------------------- | ---------- | --- |
| Een kaartenhuis van motorkappen | 49 cm      | Er stond een kaartenhuis van motorkappen opgebouwd. Hier werd ondersteboven een auto op gedropt en er werd gekeken in hoeverre het dak zou indeuken. Het dak was na de impact nog 49 centimeter hoog, waarmee dit een hele goede optie bleek. |

### Aflevering 5
Uitzenddatum: 24 september 2016

#### Hufterproof → Telefoonhoesje
| Geteste producten           | Notities |
| --------------------------- | --- |
| Telefoonhoesje met telefoon | Een telefoonhoesje werd voorzien van een telefoon en die werd aan een reeks proeven blootgesteld om de onbreekbaarheid te testen. Met handen- en voetenwerk was er geen schade. Na een sloophamer en het overrijden met een tank was de telefoon wel kapot, maar het hoesje bleek nog bruikbaar te zijn. |

#### Duiken 2.0
In dit item werd gepoogd om met goedkope middelen een alternatieve duikuitrusting te realiseren.
| Onderdeel       | Notities |
| --------------- | --- |
| Wetsuit         | Om de wetsuit na te maken, werden er twee morphsuits gebruikt. Omdat deze echter niet waterdicht van zichzelf waren, werden ze voorzien van een middel om dit alsnog voor elkaar te krijgen. Eén morphsuit werd ingesmeerd met vaseline, het tweede ingespoten met een daarvoor bestemde substantie in spuitvorm. De vaseline werkte duidelijk het beste. |
| Zuurstofflessen | De zuurstofflessen werden nagemaakt met behulp van lege tuinsproeiers. Er werd lucht in gepompt en hiermee kon daadwerkelijk ruim drie minuten onder water doorgebracht worden. |
| Voorstuwing     | Als alternatief voor de flippers werd er op de bodem van een zwembad een skelter geplaatst die met een serie brandblussers achterop vooruit gestuwd zou worden. Dit werkte erg goed. |

#### Jongens vs Meiden → Achteruit
Bij deze editie van Jongens vs Meiden werd uitgezocht wie het beste dingen achteruit konden doen, de jongens of de meiden.
| Uitdaging                 | Winnaar  | Notities |
| ------------------------- | -------- | --- |
| Slalomparcours fietsen    | Jongens  | Bij het eerste onderdeel was het de bedoeling om achteruit een slalomparcours te fietsen. Over het parcours slingerden een aantal waterballonnen die strafseconden zouden opleveren, per keer dat ze geraakt zouden worden. De meiden hadden een tijd van ongeveer 3'33" minuten. De jongens hadden, ondanks hun straftijd, niet meer dan 1'18" minuten nodig om de opdracht tot een goed einde te brengen.                                    |
| Kruisboog schieten        | Jongens  | Bij de tweede deeltest was het de bedoeling dat de jongens en de meiden punten zouden scoren door met een kruisboog ballonnen kapot te schieten. De kruisboog schoten ze achterwaarts over hun schouder. De jongens scoorden 7 punten bij deze opdracht, de meiden 5. |
| Paintballgevecht met auto | Jongens  | Met een 2-0 voorsprong waren de jongens al de onbetwiste winnaar van deze jongens/meidentest. Toch werd er nog een derde deeltest gedaan, waarbij de jongens en de meiden achteruitrijdend vanuit een auto de tegenpartij moesten raken met een paintballgeweer. Na drie minuten speeltijd hadden de meiden de tegenpartij 12 keer geraakt, maar de jongens hadden een dubbel aantal hits en wonnen daarmee glansrijk met een 3-0 clean sweep. |
| Uiteindelijke winnaar.    | Jongens. | Eindstand: 3-0. Getrokken conclusie: de jongens kunnen het beste dingen achteruit doen. |

#### De Bom → Grasmaaier
| Object     | Notities |
| ---------- | --- |
| Grasmaaier | Een bom werd in een grasmaaier weggestopt om te kijken in hoeverre dit de aanstaande vuurexplosie kon tegenhouden. Het apparaat bleek echter totaal niet bestand tegen de bom; de grasmaaier werd volledig aan gruzelementen geblazen en de vijf testpoppen, die eromheen stonden opgesteld om schade te indiceren, kwamen er niet best vanaf. |

### Aflevering 6

#### Groter is Beter → Waterraket
| Product    | Notities |
| ---------- | --- |
| Waterraket | Bij dit item was de vraag of grote waterraketten hoger kwamen dan kleinere. Een serie waterflessen werden aan elkaar vastgemaakt tot een extra hoge waterraket. Aanvankelijk kwam de waterraket niet erg hoog. Toen het nog een keer werd geprobeerd met nog wat extra druk verdween de raket over de Checkpoint-loods heen. Geconcludeerd werd groter in dit geval zeker beter was. Het enige opgemerkte nadeel was dat er de hele tijd een nieuwe raket gemaakt zou moeten worden. |

#### Klimmen 2.0
In dit item werden manieren uitgetest om klimmen te vergemakkelijken.
| Onderwerp                                                          | Notities |
| ------------------------------------------------------------------ | --- |
| Met van lijmklemmen voorziene schoenen in een lantaarnpaal klimmen | Om makkelijker in een lantaarnpaal te kunnen klimmen, werden de schoenen van testteamlid Stefan voorzien van lijmklemmen om grip te krijgen op het metaal van de paal. Hij probeerde vervolgens om zo naar boven te komen en dat lukte hem. |
| Met een lier tegen een muur op klimmen                             | Voor de tweede deeltest werd een poging gedaan om makkelijker tegen een muur op te klimmen. Hiervoor werd er een touw met een werpanker naar boven op een muur gegooid en vervolgens tracht teamlid Remy naar boven te klimmen door op zijn weg dit touw op te rollen met behulp van een elektrische lier dit touw op te rollen. Hij kwam zonder moeite boven. |
| Met een aangepaste fiets naar een boomhut klimmen                  | Het in de boom omhoogklimmen richting boomhut stond centraal in de laatste deeltest van dit item. Testteamlid Stefan nam plaats op een aangepaste fiets, waarbij het achterwiel was vervangen door een katrol waar een touw langs ging. Door te trappen zou dit touw langs de katrol gaan, waardoor de fiets omhoogging. Op deze manier kwam hij goed boven.   |

#### Hufterproof → Glazen
| Geteste producten       | Notities |
| ----------------------- | --- |
| Onbreekbare partyglazen | In deze editie van Hufterproof werd een set van onbreekbare partyglazen getest. Met handen- en voetenwerk ging er één glas kapot. Als tweede werd er een bowlingbal richting de glazen geworpen met behulp van een voetbalkanon. Alle glazen werden omgekegeld, maar ze bleven wel heel. Toen er een tank overheen reed, gingen er wel een aantal glazen kapot, maar twee hielden er moeiteloos stand tegen het enorme gewicht. |

#### Jongens vs Meiden → Parachutespringen
| Uitdaging              | Winnaar | Notities |
| ---------------------- | ------- | --- |
| Parachutespringen      | Meiden  | In deze jongens/meidentest werden testteamleden Sem en Carlijn met parachutes om uit een vliegtuig gedropt en moesten ze zo goed mogelijk landen(voorafgaand aan de test kregen zij een snelcursus parachutespringen om dit onder de knie te krijgen). Op een veld dat beneden was aangemerkt als landingsplek was een markering aangebracht waar beiden terecht moesten komen. Echter: nadat ze al enige moeite hadden om überhaupt uit het vliegtuig te komen en de sprong te maken, kwamen ze allebei ook nog eens op de verkeerde plek neer, waarbij Sem zelfs nog in een sloot landde en druipend nat zijn weg richting de voorziene landingsplek moest vervolgen. Carlijn landde wel op het droge en zij werd dan ook tot winnaar uitgeroepen. |
| Uiteindelijke winnaar. | Meiden  | Getrokken conclusie: de meiden zijn het beste in parachutespringen |

#### Auto in een Ravijn → Zwembadjes
| Object                          | Hoogte dak | Notities |
| ------------------------------- | ---------- | --- |
| Een serie gevulde opblaasbadjes | 14 cm      | Als laatste item in deze aflevering werd er een auto ondersteboven op een serie gevulde opblaasbadjes gedropt om na te gaan of dit een goede landingsplek kon bieden voor een val in een ravijn. Dit was echter niet het geval; het dak werd nagenoeg volledig ingedrukt. |

### Aflevering 7
Uitzenddatum: 8 oktober 2016

#### Doe-het-zelf attractiepark
In dit item werd een poging gedaan om thuis een pretpark te bouwen. Van drie attracties werd een imitatie gebouwd.
| Geïmproviseerde attractie | Notities |
| ------------------------- | --- |
| Zweefmolen                | Een zweefmolen werd makkelijk geïmproviseerd met behulp van een cementmolen. Hier werd een dwarsbalk op gemonteerd waar twee testteamleden aan konden hangen. Presentatrice Rachel schakelde het apparaat in en het werkte wonderwel.                                   |
| Vrije val                 | Voor deze imitatie werd er een touw met een contragewicht overlangs een dwarsbalk gegooid boven in de Checkpoint-loods. Aan het uiteinde werd een testpop gehangen welke van grote hoogte werd losgelaten. Hij maakte een vrije val naar beneden en kwam zachtjes neer. |
| Achtbaan                  | Als alternatief voor de achtbaan was er een andere constructie gemaakt die snel en over de kop ging. In een door brandblussers aangedreven variant op de Razende Roeland kon een testteamlid plaatsnemen en met hoge snelheid ronddraaien.                              |

#### Groter is Beter → Badminton
| Product         | Notities |
| --------------- | --- |
| Badmintonracket | Bij dit item was de vraag of een groot badmintonracket beter werkte dan een kleine. Met behulp van een bal en wat veren werd een uitvergrote shuttle gecreëerd. Vervolgens gingen twee testteamleden samen badmintonnen, een met een normaal badmintonracket en de ander met een uitvergroot exemplaar. Met het uitvergrote exemplaar kon de shuttle goed teruggeslagen worden, maar serveren bleek een stuk moeilijker te zijn. Het zou echter wel een goed optie zijn om met een groter racket te spelen als men het spel te moeilijk vond doordat het racket te klein is. |

#### Jongens vs Meiden → Onbewoond Eiland
Bij deze editie van Jongens vs Meiden werd uitgezocht wie het beste op een onbewoond eiland konden leven, de jongens of de meiden.
| Uitdaging              | Winnaar  | Notities |
| ---------------------- | -------- | --- |
| Kokosnoten vangen      | Jongens  | Bij het eerste onderdeel was het de bedoeling om zo veel mogelijk kokosnoten te vangen nadat ze uit een geïmproviseerde palmboom waren losgesneden. De jongens vingen uiteindelijk twee kokosnoten, de meiden een. |
| Hangmat ophangen       | Meiden   | Bij de tweede deeltest was het de bedoeling dat de jongens en de meiden een hangmat zouden ophangen voor de opkomende vloed. Ze hadden een aantal voorwerpen bij zich die ze niet mochten laten vallen op straffe van straftijd. Zowel de jongens als de meiden lieten één voorwerp vallen en kregen beiden 10 seconden straftijd. De winst voor deze opdracht werd bepaald met één seconde verschil, in het voordeel van de meiden (2'08" minuten tegen 2'09" minuten).                      |
| Rook creëren           | Jongens  | Om van het eiland af te komen, moesten er rooksignalen worden gemaakt. Hiertoe moesten de jongens en de meiden een vuur aanleggen. Boven in de testopstelling waar deze opdracht werd uitgevoerd, waren enkele rookmelders aangebracht die, wanneer de rook tot daar zou komen, een signaal zouden geven. Op dat moment zou de tijd tellen. De jongens deden er 8'45" minuten over om de rookmelders af te laten gaan, de meiden slaagden niet in hun opdracht. Zij kregen het vuur niet aan. |
| Uiteindelijke winnaar. | Jongens. | Eindstand: 2-1. Getrokken conclusie: als je ooit strandt op een onbewoond eiland, mag je bidden dat het niet met een vrouw is. |

#### De Bom → Bureaulade
| Object     | Notities |
| ---------- | --- |
| Bureaulade | Tot slot werd er een bom in een bureaulade gestopt om te kijken in hoeverre dit de schade door de aanstaande vuurexplosie kon beperken. Om hier een indicatie van de krijgen, stonden er vijf testpoppen rond het bureau opgesteld. Hiervan werden er drie geroosterd. |

### Aflevering 8
Uitzenddatum: 15 oktober 2016

#### Alternatief Skateboard → Flatscreen-tv
| Object              | Notities |
| ------------------- | --- |
| Flatscreentelevisie | Er werd geprobeerd of het mogelijk was om op een flatscreentelevisie te skateboarden. Hiertoe werden er wieltjes onder gezet. Het lukte inderdaad. |

#### Klusjes Doen 2.0
In dit item werd gepoogd om huishoudelijke klusjes makkelijker te maken.
| Klus              | Notities |
| ----------------- | --- |
| Afwassen          | Om het afwassen te vergemakkelijken, werd er in de gootsteen een door een boormachine aangedreven apparaat aangebracht dat een serie borstels kon laten draaien. Hier konden de af te wassen stukken servies onderdoor worden gehaald om daadwerkelijk gereinigd te worden. Het werkte. |
| Vloer schoonmaken | Bij de tweede deeltest stond de irritatie centraal dat men vergeet om de voeten weer te vegen na het uitlaten van de hond. Het idee was dat de hond deze voetsporen zou gaan schoonmaken. Hiertoe kreeg een hond een dweil, die via een touwtje aan zijn halsband werd vastgemaakt. Vervolgens werd hij met behulp van een laserpen naar alle vieze plekken op de besmeurde vloer gelokt en door de dweil die hij aan zijn halsband meetrok, werd de vloer inderdaad gereinigd. |
| Ramen lappen      | Daar men normaliter brandspiritus als schoonmaakmiddel gebruikt om de ramen te lappen, werd hier gepoogd om met deze brandbare vloeistof al het vuil eraf te branden. Hiertoe werd er met waterpistolen brandspiritus op de ramen gespoten en dit werd in brand gestoken. Het bleek echter een echte brand tot gevolg te hebben. Geconcludeerd was dat vuur niet hielp om ramen schoon te krijgen en dat het gewoon met een lap moest gebeuren.                                 |

#### Jongens vs Meiden → Priegelwerk
Bij deze editie van Jongens vs Meiden werd uitgezocht wie het beste waren met priegelwerkjes, de jongens of de meiden.
| Uitdaging                                      | Winnaar  | Notities |
| ---------------------------------------------- | -------- | --- |
| Haren trekken                                  | Jongens  | Bij het eerste onderdeel stond er een senior centraal. De bedoeling was dat de testteamleden uit zijn neus, wenkbrauw en snor een haar zouden trekken. Deze drie haren moesten zo lang mogelijk zijn. Uiteindelijk eindigde de meiden met een totaal van 57 mm aan haren. De jongens haalden echter met 66 mm hun eerste winstpunt binnen. |
| Tatoeëren                                      | Meiden   | De opdracht was om een zo goed mogelijke tatoeage aan te brengen op een kunstarm. De meiden deden dit beter. |
| Met een graafmachine een glas drinken serveren | Jongens  | Doordat de stand nu 1-1 was, zou deze laatste deeltest beslissend zijn voor de totaalwinst. Hier moesten de testteamleden met een graafmachine een drankje serveren. Daartoe moesten ze hier eerst een rietje in plaatsen en deze vervolgens op de tafel plaatsen waar twee testpoppen zaten. Zowel de jongens als de meiden slaagden er niet in om het drankje daadwerkelijk op tafel te krijgen en daarom werd de winst bepaald aan de hand van hoe lang ze erover deden om het rietje in het flesje te krijgen. De meiden hadden 1'50" minuut nodig, maar de jongens waren met een tijd van 1'48" minuut net twee seconden sneller, waarmee ze de totaalwinst in hun voordeel bepaalden. |
| Uiteindelijke winnaar.                         | Jongens. | Eindstand: 2-1. Getrokken conclusie: de jongens zijn het beste in priegelklusjes. |

#### De Bom → Tuinkist
| Object   | Notities |
| -------- | --- |
| Tuinkist | Om uit te zoeken in hoeverre een tuinkist de vuurexplosie van een bom kon tegenhouden, stonden er vijf poppen omheen. De tuinkist werd echter volledig aan gruzelementen geblazen en alle vijf de poppen werden door het inferno getroffen. |

### Aflevering 9
Uitzenddatum: 22 oktober 2016

#### Vliegeren zonder wind
In deze test werden verschillende methoden uitgetest om te kunnen vliegeren zonder dat er wind staat.
| Methode                 | Notities |
| ----------------------- | --- |
| Bladblazers             | Voor de eerste poging werden er een aantal bladblazers gebruikt. Deze werden elk voorzien van een slang aan de blaaszijde en deze slangen werden bij elkaar gebundeld wat in een windkanon resulteerde. Hiermee werd getracht een vlieger in de lucht te houden, maar dit lukte niet.                  |
| Ballonnen               | Een nieuwe poging werd gedaan met een grote hoeveelheid heliumballonnen, die in en aan een vlieger werden bevestigd om hem de lucht in te krijgen. De vlieger ging inderdaad de lucht in, maar de beleving was niet hetzelfde en werd zelfs bestempeld als saai. Deze methode werd daarom afgeschoten. |
| De rijwind van een auto | De doorbraak kwam in de laatste poging. Hier nam één testteamlid plaats in de laadruimte van een auto, met de achterklep verwijderd. Een tweede testteamlid reed de auto en in door rijwind moest dan de vlieger omhooggaan en blijven. Dit werkte heel goed.                                          |

#### Hufterproof → Hondenspeeltje
| Geteste producten | Notities |
| ----------------- | --- |
| Hondenspeeltje    | Voor deze editie van Hufterproof werd er een hondenspeeltje getest om te kijken hoe robuust het was. Met handen- en voetenwerk en een trilplaat was er geen schade. Toen er een tank overheen reed, werd het speeltje slechts enigszins platgedrukt, maar raakte het niet beschadigd. Zelfs toen de tank met zijn punt en zijn volle gewicht op het speeltje ging staan om hem misschien door te duwen, bleef het speeltje nagenoeg volledig intact. |

#### Jongens vs Meiden → Vuurvreters
Bij deze jongens/meidentest werd gekeken wie er de beste vuurvreters waren.
| Uitdaging                                 | Winnaar | Notities |
| ----------------------------------------- | ------- | --- |
| Papiertjes in brand schieten              | Meiden  | Bij het eerste onderdeel waren er zes velletjes papier aan een waslijn gehangen. Met een speciaal schietapparaat dat de testteamleden aan hun pols droegen, moesten ze proberen om de papiertjes in brand te steken. De jongens slaagden er uiteindelijk in om één vel papier aan te steken. De meiden hadden er echter twee raak. |
| Vuurspuwen                                | Jongens | In twee pogingen moesten de jongens en de meiden een zo groot mogelijke vlam spuwen. Op de achterwand was een meetlat gemaakt waarop nagekeken kon worden hoe groot de vlammen waren. De jongens hadden de grootste vlam. |
| Marshmallows happen met een brandende arm | Meiden  | Tot slot was het de bedoeling om rondjes te rennen en in het voorbijrennen marshmallows te happen die in de lucht hingen. Echter: beide testteamleden hadden hun arm in brand en ze konden dus slechts doorgaan totdat ze hier last van zouden krijgen. Dan moesten ze op de grond gaan liggen om afgeblust te worden. De arm was hierbij van tevoren ingesmeerd met een brandwerende gel om brandwonden te voorkomen en ze hadden hiervoor een speciaal pak aan. Uiteindelijk hadden de jongens vijf marshmallows gehapt. De meiden haalden voor deze J/M-test echter de totaalwinst binnen door met zeven marshmallows de eindstand met 2-1 in hun voordeel te bepalen. |
| Uiteindelijke winnaar.                    | Meiden  | Eindstand: 2-1. Getrokken conclusie: de meiden zijn de beste vuurvreters. |

#### Auto in een Ravijn → Bosjes
| Object | Hoogte dak | Notities |
| ------ | ---------- | --- |
| Bosjes | 14 cm      | Als afsluiter werd er een auto ondersteboven op een serie bosjes gedropt om na te gaan hoe ver het dak zou indeuken. Op die manier zou men een indicatie krijgen of bosjes een goede landingsplek konden bieden voor een onvoorziene val in een ravijn. Het dak drukte heel ver in. De achterkant was echter minder ingedeukt. Geconcludeerd werd dat degene die achterin zaten een grotere overlevingskans zouden hebben bij een val in de bosjes. |

### Aflevering 10
Uitzenddatum: 29 oktober 2016

#### Alternatief Skateboard → Gitaar
| Object             | Notities |
| ------------------ | --- |
| Elektrische gitaar | In deze editie van Alternatief Skateboard werd gekeken of een elektrische gitaar met wieltjes een goed alternatief zou kunnen zijn voor het skateboard. Er werden twee wieltjes onder de klankkast gezet, maar toen geprobeerd werd om erop te skaten, bleek de hals in de weg te zitten. Toen de hals eraf werd gehaald, lukte het wel om te skaten. |

#### Auto in de Modder
In dit item wordt uitgetest wat de beste manier is om een auto uit de modder te halen.
| Methode              | Notities |
| -------------------- | --- |
| Paard                | Er werd een touw aan een auto geknoopt en vervolgens werd geprobeerd om hem met behulp van een paard uit de modder te trekken. Echter: het touw hield geen stand en de auto bleef in de modder zitten.                                   |
| Airbags              | Voor de tweede poging werden airbags gebruikt. Drie exemplaren werden onder de auto gezet en op afstand opgeblazen. De auto kwam niet uit de modder.                                                                                     |
| Plankje aan het wiel | Tot slot werd er gekeken of het mogelijk is om een auto uit de modder te krijgen door een balkje aan het vastzittende wiel te zetten. Bij de eerste poging zat het plankje niet goed vast, maar bij de tweede poging kwam de auto eruit. |

#### Groter is Beter → Huisdier
| Product | Notities |
| ------- | --- |
| Koe     | In dit item wordt gekeken of een koe een goed huisdier kon zijn. De testteamleden waren onderling niet bijster enthousiast over de komst van het grote dier, maar presentatrice Rachel wilde het wel een kans geven. |

#### Jongens vs Meiden → Vernietigen
Bij deze jongens/meidentest werd gekeken wie het beste dingen konden vernietigen.
| Uitdaging              | Winnaar  | Notities |
| ---------------------- | -------- | --- |
| Documenten verbranden  | Jongens  | De testteamleden kregen twee minuten de tijd om zo veel mogelijk documenten te verbranden. De jongens vernietigden op deze manier verreweg de meeste documenten. |
| Torens neerhalen       | Jongens  | Bij de tweede deeltest stond er een hangende bowlingbal centraal, die als een soort sloopkogel diende. Er waren twee torens opgebouwd van kartonnen dozen. Eén testteamlid van beide teams ging op de toren zitten en het tweede lid moest de toren van de tegenpartij neerhalen door de bowlingbal er tegenaan te slingeren. Na drie voltreffers hadden de jongens de toren van de meiden tegen de grond, terwijl de meiden geen enkele treffer hadden. |
| Caravan slopen         | Jongens  | Ten slotte kregen de testteamleden een moker, een bijl en tien minuten tijd om een caravan te slopen. Buiten de caravan stond een container en daar moesten de afgesloopte onderdelen in gedeponeerd worden. Na afloop werden de beide bakken aan een uitvergrote balans gehangen. Toen bleek dat de bak van de jongens net iets zwaarder was. |
| Uiteindelijke winnaar. | Jongens. | Eindstand: 3-0 |

#### De Bom → Glazen Kast
| Object     | Notities |
| ---------- | --- |
| Glazenkast | Een bom werd in een glazen kast gedaan om te kijken of deze de vuurexplosie kon tegenhouden. Ondanks het rondvliegende glas bleken er maar twee van de vijf rond de kast opgestelde testpoppen dodelijk getroffen te zijn. Hiermee bleek de glazen kast best een goede plaats te zijn om een bom in te leggen. |

### Aflevering 11
Uitzenddatum: 5 november 2016

#### Olympische Sport
In deze test werden methoden uitgetest om Olympische sporten thuis te kunnen oefenen.
| Sport              | Notities |
| ------------------ | --- |
| Trampolinespringen | Er werd een trampoline in een zolderdecor geplaatst waar de testteamleden op konden springen, door het dakraam heen. Echter: toen testteamlid Remy een salto probeerde te maken, raakte hij met zijn voet het plafond, waardoor hij een gat in het dak trapte.                                                                            |
| Zwemmen            | Om de borstcrawl te oefenen, werd er een zwembad in het zolderdecor geplaatst. Omdat dit zwembad uiteraard veel te klein was om echt voluit in te crawlen, werd testteamlid Dave door middel van een touw aan de muur vastgezet, zodat hij op één plek de borstcrawl kon oefenen.                                                         |
| Wildwaterkanoën    | Om thuis te kunnen wildwaterkanoën, werd er een trap gebruikt. Bovenaan de trap stond een tuinzwembad. Met een mes aan de peddel sneed testteamlid Remy het bad open waardoor het water eruit stroomde en er een heuse wildwaterbaan ontstond de trap af. Langs deze wildwaterbaan kon Remy vervolgens in zijn kano naar beneden glijden. |

#### Groter is Beter → Pijltjes Schieten
| Product                            | Notities |
| ---------------------------------- | --- |
| Papieren pijltjes uit een pvc-buis | In deze editie van Groter is Beter stond het pijltjes blazen door een pvc-buis centraal. Van regenpijpen werd een uitvergrote pvc-buis gemaakt waar een grote papieren pijl in werd gedaan. Met behulp van een brandblusser werd deze vervolgens afgeschoten. Hij schoot dwars door een papieren scherm heen, daar waar normaal formaat papieren pijltjes op afketsten. Hierop werd geconcludeerd dat groter in dit geval zeker beter was. |

#### Jongens vs Meiden → Schatzoeken
Bij deze editie van Jongens vs Meiden werd uitgezocht wie de schatzoekers waren, de jongens of de meiden.
| Uitdaging                                     | Winnaar  | Notities |
| --------------------------------------------- | -------- | --- |
| Schatkaart opgraven                           | Jongens  | Bij het eerste onderdeel was er op een bepaalde plaats een fles begraven met een schatkaart. De bedoeling was om deze zo snel mogelijk op te graven. De meiden deden er 1'45" minuut over om deze naar boven te halen. De jongens fiksten het reeds na 1'24" minuut. |
| De locatie van een begraven schat vaststellen | Jongens  | Op de opgegraven schatkaart stonden aanwijzingen die de testteamleden moesten volgen om bij de schat te komen. Beiden hadden ze een vlag mee die ze moesten planten op de plek waarvan ze dachten dat daar de schat zou liggen. De jongens bleken uiteindelijk dichterbij te zijn, waarmee ze de totaalwinst voor deze J/M-test op dit punt reeds in hun voordeel hadden bepaald. |
| Sleutels graven en de schatkist openen        | Jongens  | Toen de schatkist was opgegraven, bleek deze met drie sloten vast te zitten. Met behulp van een metaaldetector moesten de sleutels worden gezocht en opgegraven, zodat de kist geopend kon worden. Ook deze laatste opdracht werd door de jongens binnengehaald. Ze hadden slechts 4'44" minuten nodig om de sloten eraf te krijgen tegen 8'58" minuten voor de meiden.           |
| Uiteindelijke winnaar.                        | Jongens. | Eindstand: 3-0. Getrokken conclusie: de jongens zijn de beste schatzoekers |

#### Auto in een Ravijn → Matrassen
| Object    | Hoogte dak  | Notities |
| --------- | ----------- | --- |
| Matrassen | geen meting | Om na te gaan of matrassen een onfortuinlijke val in een ravijn konden dempen, werd er een auto ondersteboven op een aantal matrassen gedumpt. Het dak deukte echter volledig in, zodanig dat meten geen doel meer diende. |

### Aflevering 12
Uitzenddatum: 12 november 2016

#### Caravan-Boot
Bij dit item werd gepoogd om van een caravan een boot te maken.
| Onderdeel     | Notities |
| ------------- | --- |
| Drijfvermogen | Om de caravan drijfvermogen te bieden, werd hij op een vlot gezet, vervaardigd uit hout en olietonnen. Eenmaal op het water gezet bleef het geheel goed drijven.                                                                         |
| Zeil          | Er werd een zeil boven op de caravan gezet, die het geheel moest voortstuwen. Ze konden er echter niet mee sturen. |
| Aandrijving   | Uiteindelijk werd de beste vorm van aandrijving gevonden in twee bladblazers, die aan de achterkant van de boot werden vastgezet. Deze dienden als buitenboordmotoren die de boot konden voortstuwen en waarmee ook gestuurd kon worden. |

#### Alternatief Skateboard → Dienblad
| Object   | Notities                                                                                                   |
| -------- | --- |
| Dienblad | Aan de onderkant van een dienblad werden vier wieltjes gezet en gepoogd werd om erop te skaten. Het lukte. |

#### Jongens vs Meiden → Teamwork
Bij deze editie van Jongens vs Meiden werd uitgezocht wie het beste waren in teamverband, de jongens of de meiden. Deze jongens/meidentest werd uitgevoerd met twee teams van drie testteamleden.
| Uitdaging                      | Winnaar  | Notities |
| ------------------------------ | -------- | --- |
| Lopen in een driepersoonsbroek | Jongens  | Bij het eerste onderdeel kregen de beide teams een broek aan voor drie personen. Met deze broek moesten beide drietallen een loopparcours afleggen met obstakels. Langs dit loopparcours stonden drie ingrediënten opgesteld voor pannenkoeken — meel, eieren en melk — en deze moesten meegenomen worden. De jongens gingen als eerste en zij legden het parcours in 2'09" minuten af. De meiden leken met hun tijd van 2'07" minuten aanvankelijk net iets sneller te zijn, ware het niet dat zij de melk vergaten mee te nemen en terug over het parcours moesten om deze alsnog te halen. Hun tijd liep door en stopte pas op 4'23" minuten. |
| Drone besturen                 | Jongens  | Als tweede moesten de teams een drone over een vliegparcours heen sturen. Hierbij moest één persoon de drone laten vliegen, de tweede moest hem naar links en rechts bewegen en de derde naar voren en naar achteren. Zo moest de drone door een doorgang heen geloodst worden en vervolgens op een gemarkeerd punt worden geland. Beiden slaagden ze erin om de drone door de doorgang heen te krijgen, maar de meiden kregen hem niet op het juiste punt geland voor de accu op was. Dit lukte de jongens wel. |
| Een dubbele auto besturen      | Meiden   | Bij de finale deeltest waren er twee voorkanten van auto's samengevoegd tot één geheel. In deze voertuigen, die derhalve dus twee sturen hadden, moesten de beide teams een parcours afleggen. De jongens reden geen schade met de auto en finishten na 3'46" minuten. De meiden reden wel veel schade, maar met een tijd van 2'46" minuten wonnen ze alsnog. |
| Uiteindelijke winnaar.         | Jongens. | Eindstand: 2-1. Getrokken conclusie: de jongens zijn het beste in het werken in teamverband. |

#### De Bom → Kluis
| Object | Notities |
| ------ | --- |
| Kluis  | De gedachte achter het opbergen van een bom in een kluis, was dat de kluis niet opgeblazen zou worden. Het tegenovergestelde bleek echter. De kluis bleek niet bestand tegen de bom en alle vijf de paspoppen die rond de kluis waren opgesteld, werden door de vuurexplosie getroffen. |

### Aflevering 13
Uitzenddatum: 19 november 2016

#### Snowboarden in de zomer
Bij dit item werd gepoogd om te snowboarden zonder sneeuw. Voor deze test werd voor de eerste en tweede deeltests een nagemaakte dijk gebruikt om van naar beneden te glijden.
| Methode           | Notities |
| ----------------- | --- |
| Olie              | Nadat bleek dat gewoon op een snowboard van een dijk af glijden niet zou lukken, werd er een plastic zeil over de dijk heen gelegd welke werd overgoten met olie. Dave kon naar beneden glijden, maar de grip bleek echter onvoldoende te zijn; toen hij bij een tweede glijpoging probeerde te sturen ging hij namelijk finaal onderuit.                      |
| Modder            | In plaats van het plastic zeil met olie werd de dijk voorzien van een laag modder. Deze zou genoeg grip hebben om te kunnen bijsturen, maar ook weer niet zo veel dat de snowboarder niet vooruit zou komen. Het bleek inderdaad een schot in de roos te zijn; testteamlid Stefan kwam goed beneden en kon bovendien nog sturen. Het was echter niet erg snel. |
| Autowiel als lier | Voor de laatste deeltest werd de dijk niet meer gebruikt. Van het voorwiel van een auto werd een lier gemaakt die een touw kon oprollen. Testteamlid.. ging hier met snowboard onder zijn voeten aan hangen en liet zich zo al wakeboardend over de grond voortgetrokken worden. Het bleek goed te werken.                                                     |

#### Hufterproof → Toetsenbord
| Getest product          | Notities |
| ----------------------- | --- |
| Onbreekbaar toetsenbord | Voor deze editie van Hufterproof werd er een oprolbaar toetsenbord gebruikt om te kijken hoe hufterproof hij was. Dat bleek echter totaal niet het geval te zijn; het nodige handen- en voetenwerk bleek al voldoende om het toetsenbord kapot te maken. |

#### Jongens vs Meiden → Paniek
Bij deze editie van Jongens vs Meiden werd uitgezocht wie het beste waren in panieksituaties, de jongens of de meiden.
| Panieksituatie         | Winnaar  | Notities |
| ---------------------- | -------- | --- |
| Lekkend aquarium       | Jongens  | Voor het eerste onderdeel stond er een lekkend aquarium centraal. De bedoeling was om het lek te dichten zodat er zo min mogelijk water uit zou gaan. Beide testteamleden gebruikten ballonnen om het lek af te dichten. De jongens hadden nog 18 centimeter water in het aquarium zitten, de meiden slechts 13. |
| Auto op de kop         | Meiden   | Bij de tweede deeltest was er een auto-ongeluk gesimuleerd waarbij de auto op de kop was terechtgekomen. De bedoeling was dat de testteamleden zich zo snel mogelijk zouden bevrijden uit de auto. In de auto lag ook nog een baby mee die de testteamleden mee moesten nemen om bonuspunten te winnen. Beide partijen lieten de baby echter hulpeloos in de auto achter en klommen er alleen zelf uit. De meiden deden dat in 15 seconden, de jongens stonden niet eerder dan na 35 seconden buiten. |
| Naakt buitengesloten   | Jongens  | In de finale waren de beide testteamleden in een blootpak gehesen en gesimuleerd werd de situatie om naakt buitengesloten te zijn. Er zou een reservesleutel in de auto liggen. Deze moest opgehaald worden om zo snel mogelijk weer binnen te komen. Echter: voor de deur reed de tegenpartij voorbij met een camera om te trachten de 'naakte' testteamleden zo vaak mogelijk te fotograferen. Iedere herkenbare foto zou 30 seconden straftijd opleveren. Uiteindelijk hadden de jongens twee herkenbare foto's voor 1 minuut straftijd, de meiden vier voor 2 minuten straftijd. Eindtijden waren: 2'15" minuten voor de jongens, 3'30" minuten voor de meiden |
| Uiteindelijke winnaar. | Jongens. | Eindstand: 2-1. Getrokken conclusie: de jongens zijn het beste in panieksituaties. |

#### De Bom → Vuilnisemmer
| Object             | Notities |
| ------------------ | --- |
| Metalen afvalemmer | Bij deze editie van De Bom werd er een bom in een metalen afvalemmer gedeponeerd om te kijken of deze een bomexplosie kon tegenhouden. Echter kwamen de vijf paspoppen, die eromheen stonden om een indicatie te geven, er niet al te best vanaf; drie werden er totaal geroosterd en de andere twee bleven ook niet ongedeerd. |

### Aflevering 14
Uitzenddatum: 26 november 2016

#### Hufterproof → Kassa-lade
| Getest product | Notities |
| -------------- | --- |
| Kassalade      | Er werden een aantal bankbiljetten in een onbreekbare kassalade gedaan en deze werd aan een test onderworpen om te kijken in hoeverre de kassalade daadwerkelijk onbreekbaar was. Met het handen- en voetenwerk ging de kassalade niet open. Daarna werd er met een voetbalkanon een bowlingbal met hoge snelheid tegen de lade aan geschoten. De lade ging bijna open, maar uiteindelijk was het de tank die de lade definitief ten gronde richtte. |

#### Pimp je RC-wagen
In dit item werden manieren getoond om een radiografisch bestuurbare auto te pimpen.
| Feature                                | Notities |
| -------------------------------------- | --- |
| Ondersteboven tegen het plafond rijden | Om de auto ondersteboven tegen het plafond aan te laten rijden, werden er gordijnrails op het plafond aangebracht en werd de auto daar met gordijnhaken ondersteboven aan opgehangen, zodanig dat de wielen tegen het plafond aan zaten. Zo kon er daadwerkelijk met de auto ondersteboven tegen het plafond gereden worden. |
| Varen                                  | De auto werd voorzien van houtblokjes die voor drijfvermogen moesten zorgen en met behulp van ijsblokjes en tape werden kleine schepraderen gemaakt die op de wielen werden gezet om zo de boot vooruit te krijgen. |
| Vliegen                                | Als laatste werd er een grote vlieger gemaakt die boven op de auto werd gezet. Deze werd vanuit een hoogwerker weggegooid. De auto zweefde een eind weg. |

#### Alternatief Skateboard → Pompoen
| Object  | Notities |
| ------- | --- |
| Pompoen | Onder een pompoen werden wieltjes gezet en er werd geprobeerd op te skateboarden. Aanvankelijk bleek het te werken, echter ging de pompoen na verloop van tijd stuk. |

#### Jongens vs Meiden → Jagen
Bij deze jongens/meidentest werd gekeken wie de beste jagers waren, de jongens of de meiden.
| Uitdaging              | Winnaar | Notities |
| ---------------------- | ------- | --- |
| Poep herkennen         | Jongens | De testteamleden kregen vijf verschillende soorten dierenpoep die ze moesten matchen met het betreffende dier. De jongens hadden uiteindelijk drie soorten poep goed, de meiden slechts een. |
| Onopgemerkt blijven    | Jongens | Bij de tweede deeltest moesten de testteamleden door een loopparcours sluipen, zodanig dat een aantal dieren, die langs het parcours stonden opgesteld, hen niet zouden opmerken. Dit zou uiteindelijk resulteren in straftijd wanneer het toch zou gebeuren. Uiteindelijk werden de meiden één keer door een dier gesnapt, de jongens twee keer. Het laatste dier op dit parcours echter was een haan, die voor de meiden funest bleek te zijn, aangezien een van hen bang voor hanen bleek te zijn. Inclusief straftijd finishten zij pas na 4'48" minuten waarbij de jongens er al na 2'59" minuten waren. |
| Schieten               | Jongens | Voor de finale was steeds één partij in een paardenpak gehesen en moest de tegenpartij zo vaak mogelijk op ze schieten. De meiden raakten de jongens 14 keer. De jongens raakten de meiden echter 18 keer en zette daarmee in de eindstand een 3-0 clean sweep neer. |
| Uiteindelijke winnaar. | Jongens | Eindstand: 3-0. Getrokken conclusie: de jongens zijn de beste jagers. |

#### De Bom → Bloempot
| Object   | Notities |
| -------- | --- |
| Bloempot | Een bom werd in de bloempot van een plant gestopt. De pot bleek geen verkeerde optie te zijn om een op ontploffen staande bom in te doen, daar er slechts drie van de vijf rondom de pop opgestelde testpoppen finaal vernield werden. |

### Aflevering 15
Uitzenddatum: 3 december 2016

#### Beter babysitten
In deze test werden verschillende methoden uitgetest om het babysitten makkelijker te kunnen maken.
| Onderwerp          | Notities |
| ------------------ | --- |
| Spelen met een bal | Als eerste werd geprobeerd om met een bal te kunnen spelen terwijl men zelf zo min mogelijk inspanning hoeft te leveren. De bal werd aan een visdraad vastgemaakt en uitgegooid. Nadien kon hij met behulp van een boormachine weer worden binnengehaald. |
| Wiegen             | Voor de tweede deeltest werd een poging gedaan om een huilende baby in slaap te wiegen zonder daarvoor energie te verbruiken. De babystoel werd aan een door een boormachine aangedreven constructie gezet waardoor de stoel, zodra de boormachine ingeschakeld zou worden, automatisch heen en weer bewogen zou worden. De huilende baby viel daadwerkelijk in slaap. |
| Schommel           | Tot slot werd een poging gedaan om een kindje op een schommel te kunnen duwen zonder hiervoor in te spannen. Er werden bladblazers gebruikt om de schommel heen en weer te bewegen. Hoewel deze bladblazers behoorlijk wat lawaai maakten, werkten ze wel erg goed. |

#### Alternatief Skateboard → Tablet
| Object | Notities |
| ------ | --- |
| Tablet | Onder een tablet werden wieltjes gemonteerd. Testteamlid Remy probeerde hier op te skateboarden. Doordat het echter een relatief klein object was, had hij moeite om erop te blijven staan en bovendien begon de tablet al snel schade te vertonen. |

#### Jongens vs Meiden → Balans
Bij deze jongens/meidentest werd gekeken wie het beste konden balanceren.
| Uitdaging                                            | Winnaar  | Notities |
| ---------------------------------------------------- | -------- | --- |
| Tegelijk fietsen                                     | Jongens  | Bij de eerste opdracht stond er een aangepaste fiets centraal. Deze fiets was voorzien van verlengde trappers, waarop beide teamleden samen konden staan. Zo moesten ze perfect getimed en samenwerkend de fiets vooruit krijgen zonder daarbij met de voeten op de grond te komen. Uiteindelijk finishten de jongens met het parcours met 10 strafseconden voor het raken van de grond, de meiden met 25 seconden. Eindtijden waren 55 seconden voor de meiden tegen 46 seconden voor de jongens. Bovendien merkte presentatrice Rachel op dat de jongens keurig fietsten terwijl de meiden het parcours grotendeels stepten. |
| Met twee dienbladen in een rijdende vrachtauto staan | Jongens  | Als tweede werden de testteamleden met twee dienbladen vol glazen in de laadruimte van een vrachtwagen gezet die een parcours ging rijden. De bedoeling was om op het einde nog zo veel mogelijk glazen te hebben staan. De jongens hadden tien glazen en de meiden negen, waar presentatrice Rachel nog bij opmerkte dat de meiden zelfs nog vals speelden door tegen de wanden van de laadruimte aan te leunen. |
| Wipwap                                               | Jongens  | Tot slot moesten de jongens en de meiden over een wipwap heen lopen om een stekker en een verlengsnoer te grijpen, waarmee een zwaailicht kon worden ingeschakeld. De jongens hadden de lamp na 1'54" minuut brandende, terwijl de meiden er wel 5'55" minuten voor nodig hadden. |
| Uiteindelijke winnaar.                               | Jongens. | Eindstand: 3-0. Getrokken conclusie: de jongens zijn het beste in balanceren. |

#### De Bom → Antieke kast
| Object       | Notities |
| ------------ | --- |
| Antieke kast | Als afsluiter werd er een bom in een antieke kast gedaan om te testen of op die manier de vuurexplosie geabsorbeerd kon worden. Dit kon nagegaan worden aan de hand van vijf testpoppen die rond de kast stonden opgesteld. Uiteindelijk werden er drie poppen totaal geroosterd en de andere twee liepen anderszins behoorlijke schade op, waarmee de kast niet de beste plaats bleek om een op scherp staande bom snel in op te bergen. |

### Aflevering 16
Uitzenddatum: 10 december 2016

#### Alternatief Skateboard → Paspop
| Object | Notities |
| ------ | --- |
| Paspop | Bij de laatste editie van Alternatief Skateboard werd een paspop gebruikt om op te skaten. Er werden wieltjes onder gezet en de testteamleden probeerden dit geïmproviseerde skateboard uit. Hij leek aanvankelijk goed te werken, maar begon uiteindelijk wel schade te vertonen. |

#### Jongens vs Meiden → Wildlife-fotograaf
Bij deze jongens/meidentest werd gekeken wie er beter waren in het fotograferen van dieren, de jongens of de meiden.
| Uitdaging                                          | Winnaar | Notities |
| -------------------------------------------------- | ------- | --- |
| Zo veel mogelijk puppy's op de foto zetten         | Meiden  | Door de loods liepen tien puppy's rond en de bedoeling was om er zo veel mogelijk van op één foto te krijgen. De jongens kregen er zeven van op, de meiden acht. |
| Een roofvogel zo scherp mogelijk op de foto zetten | Jongens | Er werd een roofvogel losgelaten die over de testteamleden heen zou vliegen en de bedoeling was om een zo scherp mogelijke foto van het dier te nemen. De foto van de jongens was scherper. |
| Een schapenkop zo goed mogelijk op de foto zetten  | Meiden  | Bij de finale liepen er een aantal dieren door de loods en de bedoeling was om zo onopgemerkt mogelijk door de loods te sluipen om een zo close mogelijk beeld te nemen van een schapenkop. Hiertoe waren de testteamleden verkleed als een kliko. Uiteindelijk hadden de meiden de beste foto. |
| Uiteindelijke winnaar.                             | Meiden  | Eindstand: 2-1. Getrokken conclusie: de meiden zijn de beste wildlifefotografen. |

#### Hufterproof → Lampjes
| Getest product | Notities |
| -------------- | --- |
| Lampjes        | In deze laatste editie van Hufterproof werden er speciale hufterproof lampjes getest om na te gaan of deze daadwerkelijk zo hufterproof waren als beweerd. Deze peertjes konden niet stukgegooid worden, maar op het moment dat de testteamleden erop gingen staan, moesten ze het alsnog afleggen. |

#### Kampvuur Pimpen
Bij dit item werd er een poging gedaan om een kampvuur vetter te maken.
| Onderwerp    | Notities |
| ------------ | --- |
| Vlamreactie  | Als eerste werd een vlam allemaal verschillende kleuren gegeven. Dit werd gedaan door een heleboel gaatjes in een koperbuis te boren, hier een stuk tuinslang in schuiven en dit geheel in een vuur te leggen. Het vuur vertoonde niet alleen meer zijn vertrouwde oranje kleur, maar ook blauw, groen en paarse effecten.                                                                               |
| Rubens' buis | Presentatrice Rachel en het testteam bouwden een Rubens' buis. Hiertoe werden er gaten aan de bovenkant van een buis geboord en werd de ene kant gevuld met gas (dat via de gaten boven werd aangestoken) en aan de andere kant werd er muziek de buis in gestuurd. De vlammen bewogen op en neer op de geluidsgolven. De muziek die hiervoor werd gebruikt was De Vier Jaargetijden van Antonio Vivaldi |
| Vuurtornado  | Tot slot werden er rondom een vuur verschillende ventilatoren opgesteld en ingeschakeld. Dit resulteerde in dat het vuur verwerd tot een vuurtornado. |

#### De Bom → Fietstas
| Object   | Notities |
| -------- | --- |
| Fietstas | Bij deze laatste editie van De Bom werd er een bom in een fietstas gestopt om te kijken of deze de explosie kon tegenhouden. Dit bleek niet echt het geval te zijn, aangezien er na afloop vier van de vijf omheen opgestelde paspoppen geroosterd bleken. |

### Aflevering 17
Uitzenddatum: 20 december 2016
Als er een nieuwe aflevering van Checkpoint wordt uitgezonden is dat altijd op zaterdag. Aflevering 17, de complicatie aflevering zou waarschijnlijk ook op zaterdag 17 december 2016 worden uitzonden maar werd verplaatst naar dinsdag 20 december 2016.
In deze laatste aflevering werd een compilatie vertoond van de beste fragmenten uit het twaalfde seizoen. Anders dan andere jaren worden de beste testen deze keer vertoond als een top 10.
| #  | Moment                      | Item                                                                                        |
| -- | --------------------------- | ------------------------------------------------------------------------------------------- |
| 1  | Rubriek: De Bom             | Bureaulade, Kluis, Fietstas, Glazen Kast, Grasmaaier, Antieke kast, Tuinkist en Konijnenhok |
| 2  | Brandblussers               | Vliegmachine                                                                                |
| 3  | Achtbaan                    | Doe-het-zelf attractiepark                                                                  |
| 4  | Rubriek: Auto in een Ravijn | Motorkappen en Autobanden                                                                   |
| 5  | Caravan slopen              | Jongens vs Meiden → Vernietigen                                                             |
| 6  | Wildwaterkanoën             | Olympische Sport                                                                            |
| 7  | Rubriek: Groter is Beter    | Waterraket, Papieren vliegtuig en Sterretjes                                                |
| 8  | Vuurwerkshow                | Jongens vs Meiden → Pyrotechnicus                                                           |
| 9  | Vuurtornado                 | Kampvuur Pimpen                                                                             |
| 10 | Hangmat ophangen            | Jongens vs Meiden → Onbewoond Eiland                                                        |

Tevens maakte presentatrice Rachel dat de jongens het afgelopen seizoen 11 van de 16 jongens/meidentests hadden gewonnen, tegenover vijf voor de meiden. Daarmee haalden de jongens dit seizoen de totaaloverwinning binnen.

## Kijkcijfers zaterdagafleveringen
| Datum             | Aantal kijkers | Marktaandeel |
| ----------------- | -------------- | ------------ |
| 27 augustus 2016  | 83.000         | 9,8%         |
| 3 september 2016  | 132.000        | 12,7%        |
| 10 september 2016 | 127.000        | 14,3%        |
| 17 september 2016 | 122.000        | 15,3%        |
| 24 september 2016 | 114.000        | 14,3%        |
| 1 oktober 2016    | 109.000        | 12,5%        |
| 8 oktober 2016    | 111.000        | 12,3%        |
| 15 oktober 2016   | 161.000        | 16,1%        |
| 22 oktober 2016   | 97.000         | 10,9%        |
| 29 oktober 2016   | 145.000        | 15,6%        |
| 5 november 2016   | 157.000        | 17,3%        |
| 12 november 2016  | 162.000        | 19,5%        |
| 19 november 2016  | 164.000        | 17,2%        |
| 26 november 2016  | 168.000        | 17,9%        |
| 3 december 2016   | 187.000        | 20,1%        |
| 10 december 2016  | 185.000        | 19,9%        |